# حسین وارث آدم
حسین وارث آدم کتابی از علی شریعتی است نوشته به سالِ ۱۳۴۹.

## متن
متنِ کتاب با سخنرانی‌های دیگری از نویسنده از سال‌های ۱۳۴۹ و ۱۳۵۰ در حسینیه ارشاد سالِ ۱۳۶۰ در جلدِ ۱۹ مجموعهٔ آثارِ شریعتی به همین نام منتشر شد. نامِ کتاب از زیارت وارث گرفته شده است.

### فهرستِ مندرجاتِ جلدِ ۱۹ مجموعهٔ آثار (عنوان:حسین وارث آدم)
- حسین وارث آدم
- ثار
- شهادت
- پس از شهادت
- بحثی راجع به شهید:
- بینش تاریخی شیعه
- انتظار مذهب اعتراض
- ضمیمه‌ها[۱]

## نقد و نظر
مرتضی مطهری این کتاب را نقد کرده و آن را روضه‌ای مارکسیستی خوانده است.